# 7715 Leonidarosino
7715 Leonidarosino è un asteroide della fascia principale. Scoperto nel 1996, presenta un'orbita caratterizzata da un semiasse maggiore pari a 2,5983594 UA e da un'eccentricità di 0,1135663, inclinata di 15,40646° rispetto all'eclittica.
L'asteroide è dedicato all'astronomo Leonida Rosino, direttore dell'Osservatorio astrofisico di Asiago.